# Stylidium ornatum
Stylidium ornatum är en tvåhjärtbladig växtart som beskrevs av Stanley Thatcher Blake. Stylidium ornatum ingår i släktet Stylidium och familjen Stylidiaceae. Inga underarter finns listade i Catalogue of Life.